# قيامة أرطغرل (الموسم 4)
قيامة أرطغرل 4 هو جزء من المسلسل التركي التاريخي الدرامي قيامة أرطغرل الذي أنتجه محمد بوزداغ. يُعتبر هذا الموسم تكملة للموسم الثالث وسابقًا للموسم الخامس والأخير. عُرض الموسم الرابع لأول مرة في 25 أكتوبر 2017، واختتم في 6 يونيو 2018.

## قصة
يتميز الموسم الرابع من مسلسل قيامة أرطغرل بالكثير من الإثارة والتشويق، حيث يواجه أرطغرل تحديات وخيانات متعددة من أجل تعزيز مكانة قبيلته ومواجهة أعداء متعددين. تبدأ الأحداث بمؤامرة من تكفور «أريس»، قائد قلعة قره جه حصار، الذي ينصب فخاً لمحاربي القبيلة، مما يؤدي إلى اعتقاد الجميع بموت أرطغرل، لكنه ينجو بفضل تاجر عبيد يحاول استغلاله لمساومة أريس. وأثناء قيادة دوندار للقبيلة، يقرر بيع السوق، ولكن أرطغرل يعود في الوقت المناسب ليمنع الصفقة ويبدأ في التحضير لفتح القلعة.
أرطغرل ينجح في فتح القلعة، ويترك أريس يهرب، ولكن هذا الأخير يتحول إلى الإسلام متأثراً بمبادئ أرطغرل ويسمي نفسه «أحمد». في الوقت نفسه، يتعرض السلطان علاء الدين كيقباد لخيانة داخل قصره من قبل زوجته بالتعاون مع الأمير سعد الدين كوبيك، الذي يستغل الموقف لإلقاء اللوم على أرطغرل. ومع تولي غياث الدين الحكم، يستمر كوبيك في نسج مؤامراته حتى يتخلص منه أرطغرل بعد كشف خيانته.
لاحقًا، تظهر تهديدات جديدة من المغول، مع عودة نويان الذي يخطط للسيطرة على الأناضول بالتعاون مع شقيقته آلان غويا. وبينما يحاول أرطغرل إقناع إمبراطور المغول بتجديد الصلح، يتكشف له أن آلان غويا قد تسللت إلى قبيلة القايي، ولكنه يتمكن من كشف مخططاتها ويقضي على جواسيس المغول في القبيلة.
الموسم الرابع ينتهي بمشهد هجرة قبيلة القايي إلى مدينة سوغوت.

## الممثلون
| الممثل التركي                | الدور أو الشخصية          | مؤدي الصوت العربي | وصف الشخصية لهذا الموسم                  |
| ---------------------------- | ------------------------- | ----------------- | ---------------------------------------- |
| إنجين ألتان دوزياتان         | السيد أرطغرل              | علي صطوف          | سيد قبيلة الكايي                         |
| هوليا دارجان                 | الأم هايمه                | ثراء دبسي         | أم أرطغرل وجدة غوندوز                    |
| جمال هونال                   | أرس                       | مروان أبو شاهين   | قائد بيزنطي                              |
| أنجين أوزتورك                | غون ألب                   | عماد نجار         | قائد سلجوقي وابن سعد الدين كوبيك بالتبني |
| باريش باجي                   | نويان                     | أسامة جنيد        | قائد مغولي                               |
| براق حقي                     | السلطان علاء الدين        | أسامة جنيد        | سلطان الدولة السلجوقية                   |
| إسراء بيلجيتش                | حليمة خاتون               | مريانا معلولي     | زوجة أرطغرل وأم غوندوز                   |
| جولسيم علي                   | أصليهان خاتون             | رنا زرقا          | زوجة تورغوت                              |
| أصلهان غونر                  | كاراجان خاتون             | لارا سعادة        | زوجة بهادير                              |
| جنكيز جوكشون                 | تورغوت                    | رائد مشرف         | رئيس محاربي الجافدار وزوج أسليهان        |
| نور الدين سونميز             | بامسي بيرك                | مالك محمد         | من محاربي أرطغرل وزوج حفصة               |
| مراد غريب أغا أغلو           | سعد الدين كوبيك           | عدنان عبد الجليل  | الوزير الأول للسلطان علاء الدين          |
| عثمان سويكوت                 | ابن عربي                  | واصف الحلبي       | شيخ أرطغرل                               |
| غونول ناغاييفا               | ألانغويا                  | لارا سعادة        | أخت نويان                                |
| أويا أونوستاسي [التركية]     | سوغاي خاتون               | صابرين الورار     | مرضعة عثمان                              |
| شريف بوزكورت                 | بلغوتاي                   | وائل أبو غزالة    | الشامان المغولي                          |
| علي بوهارا ميتي              | مرغان                     | محمد إيتوني       | محارب مغولي                              |
| حسن شاهينتورك                | كريتوس                    | نضير لكود         | قائد قلعة بيلجيك                         |
| أرتوغرول بوستوغلو            | السيد بهادير              | مأمون الرفاعي     | سيد قبيلة جافدار                         |
| هاكان أونات                  | أنجيلوس                   | سامي نوفل         | ابن قائد قلعة بيلجيك                     |
| براق دكاك                    | غياث الدين كيخسروف        | فادي الشامي       | ابن السلطان علاء الدين                   |
| سيزغين إرديمير               | سنغور تكين                | حسام سكاف         | شقيق أرطغرل                              |
| حسن كوتشوكتشيتين             | شمس الدين آلتون أبا       | وائل أبو غزالة    | مساعد السلطانة ماهبري                    |
| باتوهان قراجاقايا            | دوندار                    | عامر أبو حامد     | شقيق أرطغرل الأصغر                       |
| غوبري إيليري                 | السيد سانجار              | محمد إيتوني       | ابن السيد بهادير                         |
| بورشين عبدالله [التركية]     | حفصة خاتون                | لارا صافية        | زوجة بامسي                               |
| سارة توكدمير                 | ماريا                     | تسنيم باشا        | جاسوسة بيزنطية                           |
| أوغون كابتان أوغلو [التركية] | تيتان                     | غير معروف         | قائد بيزنطي                              |
| سينم أوزترك                  | السلطانة ماهبري [التركية] | لما سالم          | زوجة السلطان علاء الدين وأم غياث الدين   |
| جلال آل                      | عبد الرحمن                | محمد شمه          | حارس خيمة السيادة لقبيلة الكايي          |
| هاكان سيريم                  | جونكوت                    | رامي بو سعد       | من محاربي الكايي                         |
| أديب زيدان                   | دومرول ألب                | أحمد حجازي        | من محاربي الكايي                         |
| ملكشاه أوزين                 | ملك شاه ألب               | أحمد الخطيب       | من محاربي الكايي                         |
| ميليه أوزدوغان               | سامسا                     | رائد الأسود       | من محاربي الكايي                         |
| يامان تومين                  | غوندوز                    | ميار بازو         | ابن أرطغرل                               |
| ميرت سويير                   | أليكو                     | فادي الحموي       | مسؤول سوق الخان                          |
| أردا أوزيري                  | جوكتوغ                    | أيهم العباسي      | مساعد سعد الدين كوبيك                    |
| محمد أمين كاديهان            | كايا تكين                 | عماد نجار         | محارب السيد بهادير                       |
| أوغوزهان ياريماي             | أوغوز ألب                 | إبراهيم عيسى      | من محاربي الجافدار                       |
| بهادير بينغول                | إيدوغموش                  | زيد الظريف        | من أعوان سعد الدين كوبيك                 |
| علي باشار                    | غيرالدي                   | أيهم العباسي      | من أعوان سعد الدين كوبيك                 |
| آيبرك بيكجان                 | السيد أرتوك               | باسل حيدر         | نائب السيد أرطغرل                        |

## الحلقات
1. كاذب (Yalancı)
2. عبيد (Köleler)
3. السيد غير الكفاءة (Beceriksiz Bey)
4. توقيت قيامة أرطغرل (Diriliş Ertuğrul Vakti)
5. كن سعيدا انه على قيد الحياة (Hayatta olduğu İçin Sevin)
6. تيتان (Titan)
7. زواج (Evlilik)
8. جبان (Ödlek)
9. مناقشة (Müzakere)
10. الجيد والسيئ (İyi Kötü ve Bahadır)
11. نهاية الخائن الجديد (Yeni Bir Hainin Sonu)
12. النصر العظيم (Büyük Zafer)
13. شرائع الله، عدالة الله (Allah'ın Kanunları, Allah'ın Adaleti)
14. مشكلة جديدة (Yeni Sorun)
15. كلب قاس (Zalim Köpek)
16. آريس وسعد الدين (Ares ve Saadettin)
17. أحمد، وليس آريس (Ahmet, Ares Değil)
18. يوم جيد للقاسية (Zalim İçin Güzel Bir Gün)
19. بطل القصر (Saray Kahramanı)
20. خِلاف الحَقيقة (Hata)
21. هناك شئ خاطئ (Bir Şey Yanlış)
22. يا أصليهان آه (Ah Aslıhan Ah)
23. الخونة جيدة (İyi Hainler)
24. نهاية الكلب (Köpeğin Sonu)
25. عثمان ابن حليمة (Halime oğlu Osman)
26. مشكلة جديدة (Yeni Sorun)
27. المغول (Moğollar)
28. الأم الحاضنة (Süt Anne)
29. خطابات السلام (Barış Konuşmaları)
30. خطط الأناضول (Anadolu Planları)

## روابط خارجية
- قائمة حلقات قيامة أرطغرل (الموسم 4)  على قاعدة بيانات الأفلام على الإنترنت